# Jenny Nordgrén
Anna Lovisa Eugenia "Jenny" Nordgrén, född 29 januari 1851 i Stockholm, död 19 april 1931 i Göteborg, var en svensk porträttmålare.
Hon var sedan 1871 gift med fabrikören Anders Magnus Nordgrén. Hon studerade mönster och stillära vid Slöjdföreningens  skola där hon belönades med ett stipendium 1886, hon fortsatte därefter sina studier vid Valands målarskola där hennes konstnärliga utbildning grundlades av Emma Sparre, Carl Larsson och Bruno Liljefors vilket kom att avspeglas i hennes konst. Hon medverkade i Göteborgs konstförenings utställning 1891 med ett par porträtt. Ett av de utställda porträtten av överläkaren vid Sahlgenska sjukhuset Alrik Lindh tillhör Göteborgs läkareförening. Hennes konst består av stilleben och porträttmåleri.